# سیستم‌عامل‌های مکینتاش
مک او اس (MAC OS) نوعی سیستم‌عامل دارای رابط کاربری است که شرکت اپل آن را توسعه داده‌است. این سیستم‌عامل که همراه با ارائه اولین مدل مکینتاش عرضه شد تا قبل از نسخه ۷٫۶ با نام «نرم‌افزار سیستم» شناخته می‌شد و از نسخه ۷٫۶ به بعد مک اواس نام گرفت.

## طراحی
اپل به دنبال به حداقل رساندن نیاز به فهم کامل سیستم عامل توسط کاربر بود به عنوان مثال کارهایی که بر روی محصولات دیگر نیاز به دانش صریح و آشکاری در کار سیستم عامل را می‌طلبید بر روی مکینتاش توسط حرکات موس و استفاده از پانل کنترل گرافیکی انجام می‌گرفته‌است. در نتیجه مقصود این بود که محصولی کاربر پسند تر و قابل تسلط به راحتی تولید شود.
در ابتدا هسته اصلی «نرم‌افزار سیستم» در ROM بود، که بعدها با به روز رسانی به‌طور معمول به رایگان بر روی فلاپی در اختیار نمایندگی‌های اپل قرار گرفت تا دخالت کاربر در هنگام ارتقاء سیستم عامل نیز تنها به اجرای یک فایل نصبی به حداقل برسد، یا به سادگی جایگزین کردن فایل‌های سیستم باشد.

## نسخه‌ها
نسخه‌های اولیه سیستم عامل مک تنها با مکینتاش موتورولا ۶۸۰۰۰ سازگار بودند؛ رایانه‌های اپل با عنوان پاورپی‌سی معرفی شدند و درست از زمانی که رایانه‌های پاورپی‌سی معرفی شدند سیستم عامل را نیز برای حمایت از این معماری توسعه دادند. سیستم عامل Mac OS ۸٫۱ آخرین نسخه از برنامه است که می‌تواند بر روی پردازنده "۶۸K" یا (۶۸۰۴۰) اجرا شود. سیستم عامل Mac OS X، که جایگزین نسخه "کلاسیک" سیستم عامل مک است، از نسخه ۱۰٫۰ ("یوز پلنگ") به نسخه ۱۰٫۳ ("پلنگ") تنها با پردازشگرهای PowerPC سازگار است؛ و در نسخه ۱۰٫۴ ("ببر"، اینتل تنها پس از بروز رسانی) و نسخه ۱۰٫۵ ("پلنگ") پردازنده‌های اینتل و پاورپی‌سی را پشتیبانی می‌کند؛ و بعد از نسخه ۱۰٫۶ ("پلنگ برفی") تنها از پردازنده‌های اینتل پشتیبانی می‌کند.
سیستم عامل مکینتاش اولیه در ابتدا از دو بخش نرم‌افزاری، به نام "سیستم" و "فایندر (finder)"، که هر کدام با شماره نسخه خود را شامل است عرضه شد. سیستم ۷٫۵٫۱ اولین سیستم عامل مک شامل آرم (تغییر در آیکون اصلی که در شروع مک نمایش داده می‌شود) و Mac OS ۷٫۶ اولین بار به نام "سیستم عامل مک" نام‌گذاری شد.